# Krzysztof Kukulski
Krzysztof Kukulski (ur. 27 kwietnia 1975 w Wieluniu) – polski piłkarz występujący na pozycji napastnika. W ekstraklasie rozegrał 44 mecze i strzelił 5 goli.